# Mimulosia rotunda
Mimulosia rotunda är en fjärilsart som beskrevs av De Toulgoët 1955. Mimulosia rotunda ingår i släktet Mimulosia och familjen björnspinnare. Inga underarter finns listade i Catalogue of Life.